# Jablunkapasset

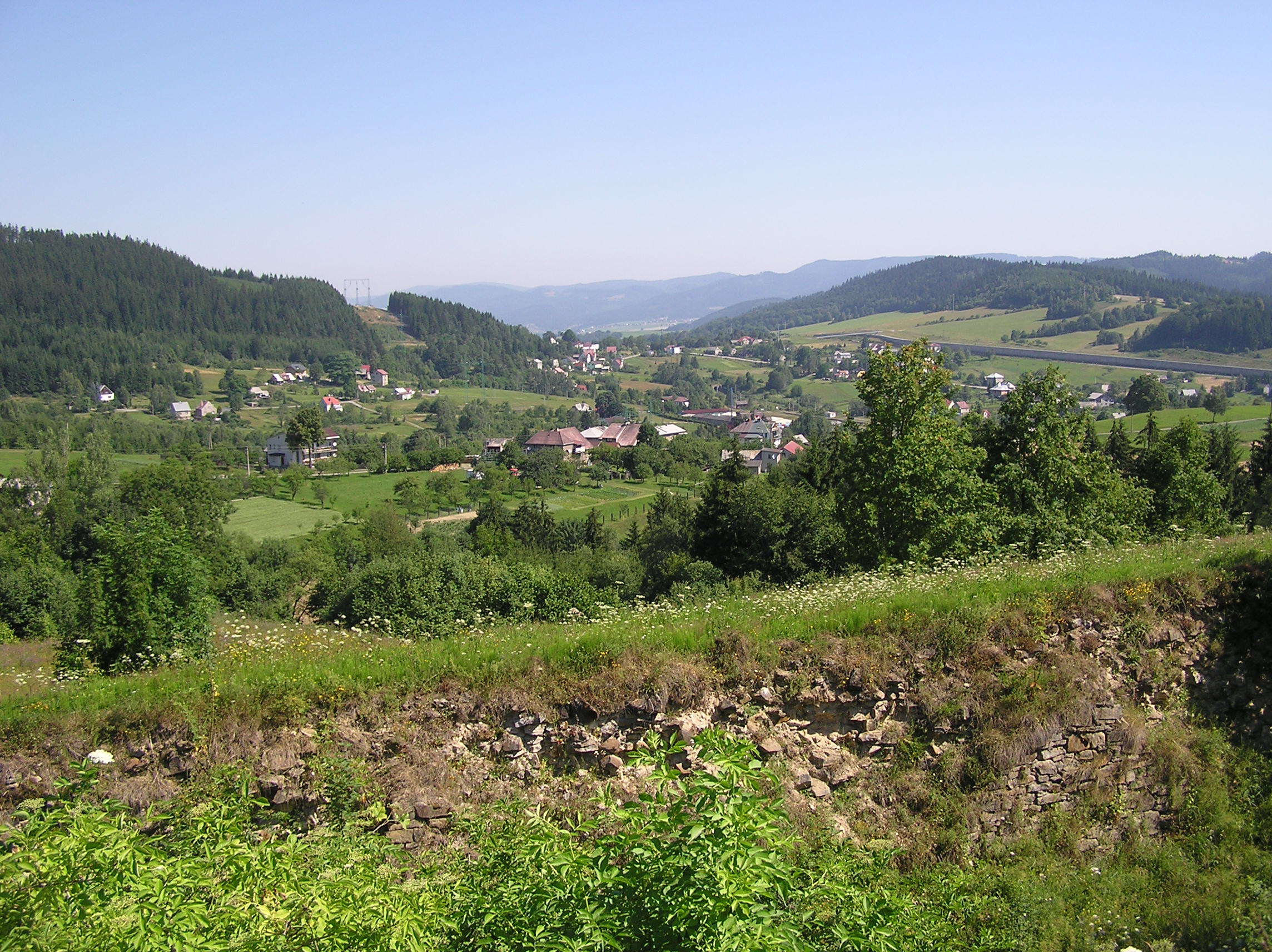

Jablunkapasset är ett bergspass i Jablunkabergen i Tjeckiska Schlesien, 551 meter över havet.
Genom Jablunkapasset går järnvägen Cieszyn-Sillein. I norr vid floden Olsa ligger staden Jablunkov, som 1645 intogs av svenskarna under Hans Christoff Königsmarck.